# آلة موسيقية

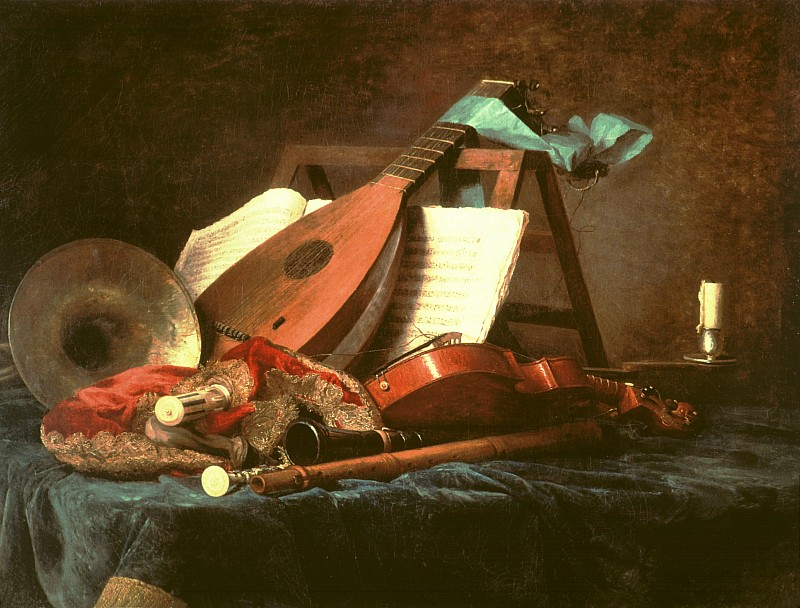
لوحة فنية للرسامة التشكيلية آن فاليري كوستر سنة 1770 لمجموعة من أهم الآلات الموسيقية العالمية آنذاك

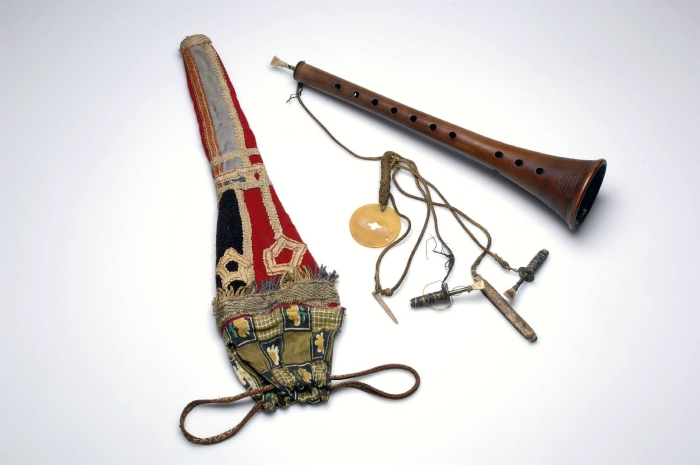
آلة موسيقية مغربية

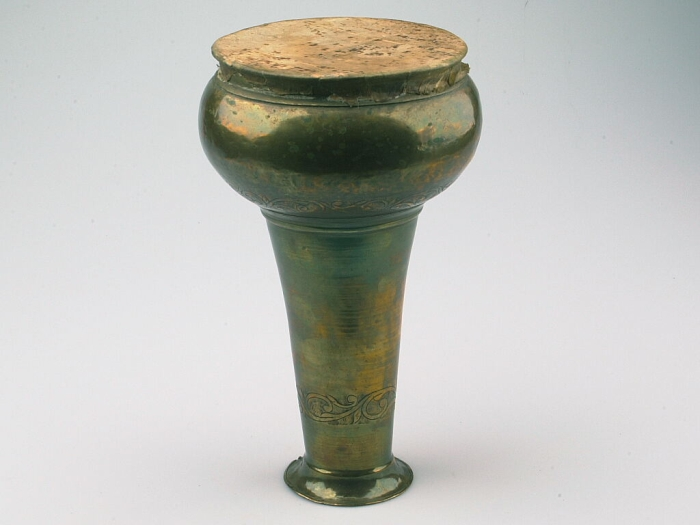
دربوكة

الآلة الموسيقية هي أية أداة صنعت أو عدلت لغرض صنع الموسيقى، ومن ناحية المبدأ، فإن أية أداة تصدر صوتا ويمكن التحكم بها من قبل عازف يمكن اعتبارها آلة موسيقية قام الإنسان القديم بتحويل بعض المواد الموجودة في الطبيعة إلى أدوات لتوليد الأصوات الموسيقية فقام بتحويل العظام إلى صافرات بعد عمل ثقوب فيها وقام بصنع الطبول المختلفة من بعض جذوع الأشجار وكانت الآلات الموسيقية البدائية لأنسان العصور الحجرية تخدم أغراض متعددة كإحداث الأصوات والضجيج والمناداة ولإتقاء شر بعض الظواهر الطبيعية التي يخاف منها الإنسان.
وقد أستخدمت الآلات الموسيقية عند الشعوب القديمة في الأساطير والروايات حول أصل ونشأة الموسيقى والآلات الموسيقية بحيث جعلتها هبة من هبات الآلهة ونسبت ابتكار بعض الآلات إلى آلهة.
تعد الآلات الموسيقية جزءًا من الحضارات العامة ومرجعًا تاريخيًا لتدل على ما قطعته الشعوب في تلك الحضارات وإن بعض الآلات الموسيقية التي ظهرت قبل التاريخ بالآف السنين ما تزال موجودة لدى القبائل الساكنة في سواحل المحيطات كالقبائل التي تسكن الساحل الغربي لقارة إفريقيا والساحل الشمالي والجنوبي لقارة أمريكا الجنوبية.
وقد اهتدى الإنسان القديم إلى استخدام اليدين والقدمين من أجل ضبط الإيقاع الموسيقي تم استخدام الآلات الإيقاعية وطورها شيئًا فشيئًا حتى صنع الطبول والدفوف والصنوج على اختلاف أنواعها وأشكالها.
وبعد أن اهتدى الإنسان إلى الآلات الإيقاعية اهتدى إلى آلات النفخ وكان أقدمها القصب والعظام المجوفة والقواقع المائية والتي كان يصدر عنها في حالات كثيرة أصوات مخيفة للحيوانات التي كانت تخيفه أو لأغراض أخرى وبعد ذلك قام الإنسان بصنع الصفار وهو مجموعة من القصب المختلفة الأطوال مفتوح أحد أطرافها ومغلق الطرف الآخر ثم تطورت من الصفار آلات الناي و[وضح من هو المقصود ؟] وغيرها من آلات النفخ المفتوحة الطرفين ثم أصبحت الآلات الموسيقية الهوائية شيئا فشيئًا تصنع من المعدن والنحاس والخشب.
أما الآلات الوترية فهو آخر ما اهتدى له الإنسان فقد صنعها أول الأمر من غصن قابل للإلتواء ينزع عنه غلافه ويظل مثبتًا فيه من الجانبيين ثم وضع الوتر على صندوق صوت وهكذا بدأت صناعة الآلات الموسيقية الوترية وتطورت بتطور الإنسان الحضاري حتى تمكن من صنع عدد من الآلات المتنوعة الأشكال والأحجام.
بعد أن توفرت لدى الإنسان الآلات الموسيقية المتنوعة أصبح يدرك قيمة الأصوات الموسيقية وصار يميز بين الآلات التي تستخدم لمجرد تنظيم الإيقاع والآلات التي تصدر الأصوات الموسيقية التي لها تأثير خاص في نفسه وقد أصبح للآلات الموسيقية دور ثانوي أي أنها مرافقة للغناء بكل صيغه وأشكاله. ومن أبرز الآلات الموسيقية : الطبل أو الدف ، الكمان ، القيثار ، البيانو إلخ .

## أنواع الآلآت الموسيقية

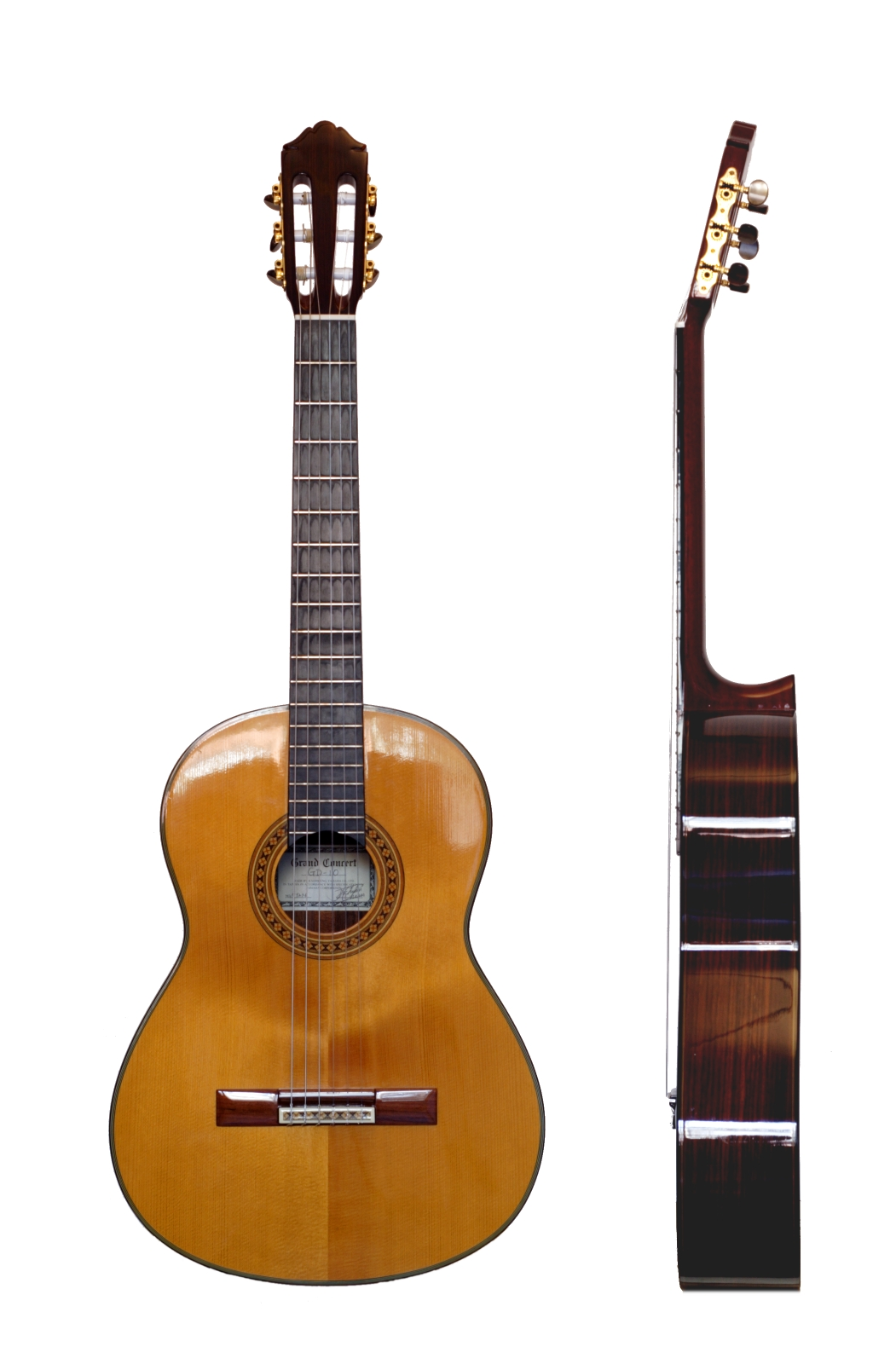
القيتار

آلات إيقاعية: وهي التي تصدر الصوت عن طريق الطرق أو الضرب ومثال عليها الطبل الدف والجرس.
آلات وترية: وهي التي تصدر الصوت عن طريق اهتزاز الاوتار الموجودة على الآلة ومثال عليها الغيتار.
آلات هوائية: وهي التي تصدر الصوت عن طريق النفخ فيها ومثال عليها الفلوت والبوق.
آلات مفتاحية: وهي الآلات التي تصدر الصوت عن طريق الضغط أو الطرق على لوحة مفاتيح موسيقية موجودة على الآلة حيث يكون لكل مفتاح صوت معين ومختلف ومثال عليها البيانو، الاورج.

## اقرأ أيضا
- مجال (موسيقى)